# Cegielnie (Kraśnik)
Cegielnie – część miasta Kraśnika w województwie lubelskim, w powiecie kraśnickim. Leży na wschód od centrum miasta, w rejonie ulic Żytniej. Stanowi część historycznego Kraśnika.